# Alchemilla sect. Villosae
Alchemilla sect. Villosae ist eine Sektion aus der Gattung Frauenmantel (Alchemilla). 

## Merkmale
Es sind ausdauernde, krautige Pflanzen, die eine monopodiale Rosette bilden. Sie bilden vegetative und generative Sprosse. Die vegetativen Sprosse sind ausdauernd, bilden eine Rosette und haben ein unbegrenztes Wachstum. Die generativen Sprosse sind kurzlebig, haben lange Internodien und haben ebenfalls unbegrenztes Wachstum. Die Pflanzen sind triaxial. Die generativen Sprosse besitzen mehrere Knoten mit Laubblättern und sind niederliegend. 
Die Rosettenblätter sind handförmig gelappt mit sieben bis neun Lappen. Die Nebenblätter sind spelzenartig und fast vollständig mit dem Blattstiel verwachsen. An der Gegenseite sind die Nebenblätter nicht verwachsen. In der Knospe ist das Blattprimordium von der Scheide des nächstälteren Blattes umgeben, die Blattspreite ist jedoch immer außerhalb seiner eigenen Blattscheide.
Die Außenkelchblätter sind kleiner als die Kelchblätter. Der Kelchbecher ist dicht behaart. Es gibt ein Fruchtblatt, die Narbe ist kugelig.

## Vorkommen
Die Sektion kommt auf Madagaskar, Ceylon, in Südindien und auf Java vor.  

## Systematik
Die Sektion wurde früher als Untersektion der Sektion Longicaules geführt, jedoch 2004 von Notov zur eigenen Sektion erhoben. Der Lektotypus der Sektion ist Alchemilla villosa Jungh.

## Belege
- Alexander A. Notov, Tatyana V. Kusnetzova: Architectural units, axiality and their taxonomic implications in Alchemillinae. Wulfenia 11, 2004, S. 85–130. ISSN 1561-882X